# Osmo Vänskä
Osmo Antero Vänskä (ur. 28 lutego 1953 w Sääminki) – fiński dyrygent, klarnecista i kompozytor.

## Życiorys
Studiował w Akademii Sibeliusa w Helsinkach, początkowo grę na klarnecie, później dyrygenturę u 
Jormy Panuli. Swoją karierę muzyczną rozpoczął w Turku Philharmonic Orchestra jako pierwszy klarnecista (1971–1976), gdzie zadebiutował również jako dyrygent (1975). W latach 1977–1982 był pierwszym klarnecistą w Helsinki Philharmonic Orchestra.
Na początku lat 80. zdecydował się całkowicie poświęcić dyrygenturze. W 1982 wygrał Besançon Young Conductors Competition i otrzymał swoją pierwszą poważną posadę dyrygenta gościnnego w Lahti Symphony Orchestra, w 1985 został jej pierwszym gościnnym dyrygentem, a przez następne 20 lat był jej pierwszym dyrygentem (1988–2008), przekształcając orkiestrę w jedną z bardziej znaczących w Europie, do czego w dużej mierze przyczyniły się liczne nagrania, realizowane dla wytwórni BIS i Hyperion, dzięki którym zyskał duże uznanie. Nagrał wszystkie symfonie Sibeliusa, a także utwory innych skandynawskich kompozytorów, takich jak Kalevi Aho, Einojuhani Rautavaara, Bernhard Henrik Crusell, Uuno Klami, Tauno Marttinen, Robert Kajanus, Joonas Kokkonen, Jan Sandström oraz kompozytora niemieckiego Fredricha Paciusa, autora muzyki do hymnu Finlandii i współczesnej kompozytorki rosyjskiej Sofiji Gubajdulinej.
W latach 1993–1996 prowadził Iceland Symphony Orchestra. Wrócił do niej w czerwcu 2014 i pozostał jej pierwszym dyrygentem przez cały sezon 2014/2015. Z BBC Scottish Symphony Orchestra, której przewodził w latach 1996–2002, nagrał dla BIS Recording wszystkie symfonie Carla Nielsena.
Jako dyrygent gościnny Vänskä dyrygował m.in. Bostońską Orkiestrą Symfoniczną w Tanglewood, Chicagowską Orkiestrą Symfoniczną, Cleveland Orchestra, National Symphony, Filharmonią Nowojorską, Orkiestrą Filadelfijską i Pittsburgh Symphony Orchestra, a także głównymi orkiestrami Dallas, Detroit, Houston, San Francisco i Saint Louis. Z orkiest europejskich pod jego dyrekcją grała Berlin Philharmonic, London’s BBC Symphony, Czech Philharmonic, Helsinki Philharmonic, Leipzig Gewandhaus, London Philharmonic, Orchestre de Paris oraz Koninklijk Concertgebouworkest.
W 2003 został dyrektorem muzycznym Minnesota Orchestra i od tego czasu zarządza nią nieprzerwanie, przyczyniając się do istotnego wzrostu jej znaczenia wśród amerykańskich orkiestr symfonicznych. W 2005 rozpoczął z tą orkiestrą pięcioletni projekt realizowany z wytwórnią BIS, którego celem było nagranie wszystkich symfonii Ludwiga van Beethovena i – ponownie – wszystkich symfonii Sibeliusa. W styczniu 2014 Vänskä wraz z Minnesota Orchestra zdobył Nagrodę Grammy za najlepsze orkiestrowe wykonanie Symfonii nr 1 i 4 Sibeliusa . Vänskä miał wielokrotnie przedłużany kontrakt z Minnesota Orchestra, najnowszy (z lipca 2017) przedłuża umowę do sezonu 2021/2022 włącznie.

## Nagrody i wyróżnienia
- 1982 – główna wygrana w Besançon Young Conductors Competition[13]
- 2001 – Nagroda Grammy (nominacja) – Best Orchestral Performance za Symfonię nr 3 Brucknera[10]
- 2007 – Nagroda Grammy (nominacja) – Best Orchestral Performance za Symfonię nr 9 Beethovena[10]
- 2012 – Nagroda Grammy (nominacja) – Best Orchestral Performance za Symfonię nr 2 i 5 Sibeliusa[10]
- 2013 – Nagroda Grammy (wygrana) – Best Orchestral Performance za Symfonię nr 1 i 4 Sibeliusa[10]
- 2017 – Nagroda Grammy (nominacja) – Best Orchestral Performance za Symfonię nr 5 Mahlera[10]